# Forhold mellem ortogonale linjer
I analytisk plangeometri findes der en sætning der beskriver forholdet mellem ortogonale (vinkelrette) linjer. 

## Sætning
To linjer {\displaystyle m_{1}} og {\displaystyle m_{2}}, med hældningskoefficienterne henholdsvis {\displaystyle \alpha _{1}} og {\displaystyle \alpha _{2}}, er ortogonale netop, hvis produktet af deres hældninger er {\displaystyle -1}:
{\displaystyle m_{1}\perp m_{2}{\frac {}{}}}
{\displaystyle \Leftrightarrow }
{\displaystyle \alpha _{1}\cdot \alpha _{2}=-1{\frac {}{}}}

### Bevis
Vi betragter tegningen. Kan vi se at;
{\displaystyle m_{1}\perp m_{2}{\frac {}{}}}
Vi benytter os af Pythagoras' læresætning. Og ovenstående må således medføre følgende, da vi må kunne danne en retvinklet trekant (ABC).
{\displaystyle |AB|^{2}+|AC|^{2}=|BC|^{2}{\frac {}{}}}
Vi ser på tegningen. Længden {\displaystyle |BD|} kan vi se er hældningskoefficienten af ligningen {\displaystyle m_{1}}. Dette må være sandt, da vi går længden én ud af abscisseaksen (x-aksen) må vi gå {\displaystyle \alpha _{1}} opad ordinataksen (y-aksen). Dette gælder også for {\displaystyle \alpha _{2}}, med den undtagelse at denne er negativ i sig selv. Derfor skriver vi det negative fortegn, således at længden |DC| bliver positiv (da negative længder ingen mening giver). F.eks. {\displaystyle -(-3)=3}. 
Længderne |AB| og |AC| er hypotenuser i de to mindre retvinklet trekanter der er indtegnet. Så Pythagoras benyttes også til at beskrive disse. (Meget uformelt sagt, benytter vi nu Pythagoras inden i Pythagoras) Overstående udtryk medfører derfor:
{\displaystyle \left(1^{2}+\alpha _{1}^{2}\right)+\left(1^{2}+\alpha _{2}^{2}\right)=\left(\alpha _{1}+(-\alpha _{2})\right)^{2}}
Dette udtryk reduceres nu bare med elementært algebra:
{\displaystyle 1^{2}+\alpha _{1}^{2}+1^{2}+\alpha _{2}^{2}=\alpha _{1}^{2}+\alpha _{2}^{2}-2\cdot \alpha _{1}\cdot \alpha _{2}}
{\displaystyle \Updownarrow }
{\displaystyle 2=-2\cdot \alpha _{1}\cdot \alpha _{2}{\frac {}{}}}
{\displaystyle \Updownarrow }
{\displaystyle {\frac {2}{-2}}=\alpha _{1}\cdot \alpha _{2}}
{\displaystyle \Updownarrow }
{\displaystyle -1=\alpha _{1}\cdot \alpha _{2}}
Vi ser således at første linje, {\displaystyle m_{1}\perp m_{2}}, medfører den sidste linje, {\displaystyle \alpha _{1}\cdot \alpha _{2}=-1}.
Sætningen er dermed bevist.